# Birgitte Bruun (skuespiller)
 For alternative betydninger, se Birgitte Bruun. (Se også artikler, som begynder med Birgitte Bruun)
Birgitte Bruun (født 18. juni 1953) er en dansk skuespillerinde og sangerinde.

## Liv og karriere
Hun er født i København og voksede op i Long Beach, Californien, til hun som 14-årig kom hjem til Danmark.
Bruun blev efter studentereksamen (Ordrup Gymnasium, 1972) uddannet fra Skuespillerskolen ved Odense Teater ved rektor Grethe Holmer i 1975 og har siden optrådt i bl.a. revyer, musicals og lystspil på Det Ny Scala (Nørrebros Teater), Det Ny Teater, ABC Teatret, Odense Teater, Det Danske Teater, Det Ny Musikteater, Jørgen Blaksted Turneen, Harald Jørgensen Turneen, Folketeatret og andre steder. Revyerne har været Rottefælden 1978, 1980 og 1982 og Nykøbing Falster Revyen i 1981. Bruun har ofte optrådt i gæstespil og på turneer i udlandet og har været fast ensemblemedlem af den satiriske berlinske cabaretscene Kartoon.
Hun har siden 1983 specialiseret sig i fortolkninger af sange af bl.a. Bertolt Brecht, Poul Henningsen, Kai Normann Andersen, Jacques Brel og H.C. Andersen på dansk, tysk, og engelsk. Brecht er blevet hendes speciale – oprindeligt inspireret af undervisning og masterlære hos den legendariske Brecht-fortolker fra Berlin Ensemble, Gisela May. I 1990'erne studerede Bruun chanson-sang hos docent ved Det Rytmiske Konservatorium (Hanns Eisler), jazzsangerinden Ruth Hohmann.
Pianister og kapelmestre, som Bruun har samarbejdet med , er bl.a. Torben Kjær, Henrik Sørensen, Leif Greibe, Henrik Krogsgaard, og Svenn Skipper, samt Gisela Mays kapelmester Manfred Schmitz (Berlin).
Sideløbende med skuespillerkarrieren har Bruun uddannet sig på det engelske college British School of Homoeopathy i Bath og har i dag egen homøopatisk praksis i København.
Bruun er kunstnerisk leder af Cabareten, en turnerende scene for litterær cabaret. Desuden underviser hun og holder foredrag.
Birgitte Bruun er niece og guddatter til skuespilleren Birgitte Price (som hun er opkaldt efter).

## Filmografi
| År   | Titel                              | Rolle                                | Noter |
| ---- | ---------------------------------- | ------------------------------------ | ----- |
| 1975 | Familien Gyldenkål                 | datteren Annette Iversen (Gyldenkål) |       |
| 1976 | Kassen stemmer                     | bankassistent Lise Sørensen          |       |
| 1976 | Familien Gyldenkål sprænger banken | datteren Annette Iversen (Gyldenkål) |       |
| 1977 | Familien Gyldenkål vinder valget   | datteren Annette Iversen (Gyldenkål) |       |
| 1988 | Ved vejen                          | Emma                                 |       |
| 1989 | 17 op - Sallys Bizniz              | Ulla, Sallys mor                     |       |
| 2003 | Lykkevej                           | Salsakvinden                         |       |

### Tv-serier
| År          | Titel            | Rolle                                | Afsnit                             |
| ----------- | ---------------- | ------------------------------------ | ---------------------------------- |
| 1978 - 1981 | Matador          | familien Skjerns tjenestepige Esther | 6 12 13 14 15 16 17 18 19 20 21 24 |
| 1990        | Kirsebærhaven 89 | Ruth                                 |                                    |
| 2018        | Greyzone         | receptionist                         |                                    |

## Legater og hædersbevisninger
- 1985: Heiberg Selskabets Medalje
- 1986: Albertslund Kulturpris
- 1990: Jord-og Betonarbejdernes Alternative Kulturpris
- 1991: LO's Kultur
- 1993: Augustinus Fonden, Knud Højgaard Fonden
- 2003: Gelsted-Kirk-Schærfig Kulturprisen og Ole Haslunds Kunstnerlegat
- 2005: Jyllands-Postens Fonds legatophold i Berlin, samt Ernst B. Sunds Rejselegat.
- 2006: Hvass Fondens Rejselegat samt Karen Marie Thorsens Legat
- 2008: Thorvald Larsens og fru Ingeborg Skovs Fonds Legat
- 2009: Dansk Dramatikeres Arbejdslegat
- 2011: Peter Lies Mindelegat til sangstudier i USA